# Thanasis Apostolou
Athanasios (Thanasis) Apostolou (Trygona-Trikala, 24 oktober 1946) is een Grieks-Nederlandse theoloog en politicus voor de Partij van de Arbeid (PvdA).
Apostolou kwam in 1971 naar Nederland. Hij studeerde theologie te Athene en te Amsterdam. Van 1978 tot 1989 directeur van de Stichting Buitenlandse Werknemers Midden-Nederland. Stimuleerde verbetering van de dienstverlening door maatschappelijke organisaties (onder andere de Raad van Arbeid als uitvoerder van de kinderbijslagwet) aan migranten. Speelde een grote rol in de opbouw van LSOBA, Landelijke Samenwerking van Organisaties van Buitenlandse Arbeiders. Van 1989 tot 2002 (met een onderbreking van een paar maanden in 1998) was hij lid van de Tweede Kamer namens de Partij van de Arbeid. Tijdens zijn Kamerlidmaatschap trotseerde Apostolou driemaal de PvdA-fractiediscipline: hij sprak zich uit tegen het homohuwelijk, tegen de verruiming van de euthanasiewetgeving en tegen de Nederlandse deelname aan de Kosovo-oorlog.
Apostolou is Grieks-orthodox christen. Sinds 2002 is hij ridder in de Orde van Oranje-Nassau.
Sinds 2003 is hij bezig met de internationale drugpolitiek. Hij is directeur van de niet gouvernementele organisatie (NGO) 'Diogenis Drug Policy Dialogue in South East Europe'.
- Parlement.com: vg09llqet6x3